# تكثف رئوي
التكثف الرئوي أو التصلد الرئوي (بالإنجليزية: Pulmonary consolidation)‏ هو امتلاء منطقة من الرئة بالسوائل وجساوة واضحة (أي تصلب أو انتفاخ في نسيج الرئة) لرئة مشبعة بالهواء، ويعد التكثف الرئوي علامة شعاعية.
يحدث التكثف من خلال تجمع النضح الالتهابي الخلوي في الحويصلات الهوائية والقنوات الرابطة.
ببساطة، يمكن تعريفها أيضا بأنها تجمع وجود السوائل عوضا عن الغاز في تجويف الحويصلات الهوائية. السوائل قد تكون وذمة أو نضحة التهابية أو قيح أو ماء مستنشق أو دم بسبب نزف من الشريان الرئوي أو القصبات الهوائية.
يستدل بالتكثف الرئوي في تشخيص ذات الرئة، حيث يتميز ذات الرئة الفصي بوجود التكثف.